# Обен (Окситания)
Обе́н (фр. Aubin, окс. Aubinh) — коммуна во Франции, находится в регионе Окситания. Департамент — Аверон. Административный центр кантона Обен. Округ коммуны — Вильфранш-де-Руэрг.
Код INSEE коммуны — 12013.
Коммуна расположена приблизительно в 490 км к югу от Парижа, в 125 км северо-восточнее Тулузы, в 33 км к северо-западу от Родеза.

## Население
Население коммуны на 2008 год составляло 4215 человек.
| 1962 | 1968 | 1975 | 1982 | 1990 | 1999 | 2008 |
| ---- | ---- | ---- | ---- | ---- | ---- | ---- |
| 5449 | 6635 | 6283 | 5782 | 4846 | 4360 | 4215 |

## Экономика
В 2007 году среди 2391 человека в трудоспособном возрасте (15—64 лет) 1568 были экономически активными, 823 — неактивными (показатель активности — 65,6 %, в 1999 году было 63,6 %). Из 1568 активных работали 1389 человек (787 мужчин и 602 женщины), безработных было 179 (78 мужчин и 101 женщина). Среди 823 неактивных 196 человек были учениками или студентами, 314 — пенсионерами, 313 были неактивными по другим причинам.

## Достопримечательности
- Церковь Нотр-Дам-де-Мин. Памятник истории с 2001 года[8]
- Церковь Сен-Блез (XII век). Памятник истории с 1942 года[9]
- Церковь Гюа (XIX век). Памятник истории с 2003 года[10]
- Две дымовые трубы (XIX век). Памятник истории с 2008 года[11]
- Школа Жюля Ферри (XIX век). Памятник истории с 2002 года[12]

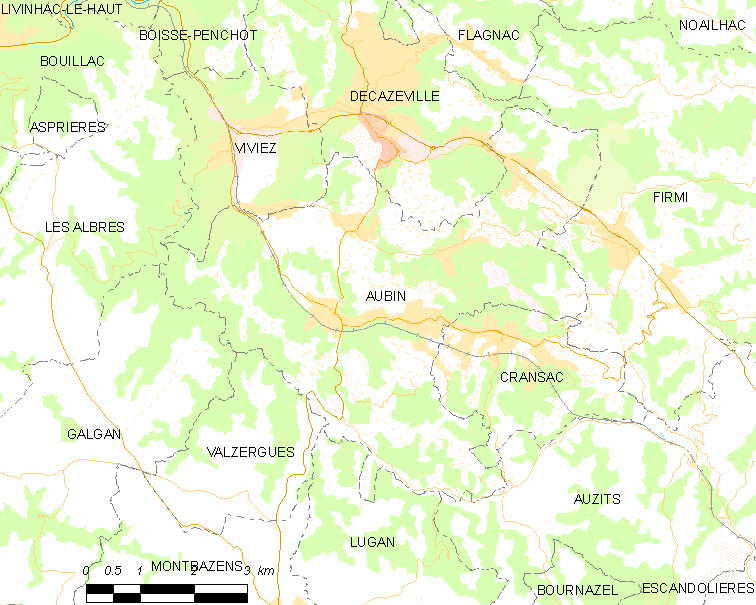
Карта коммуны